# Rhett Butler

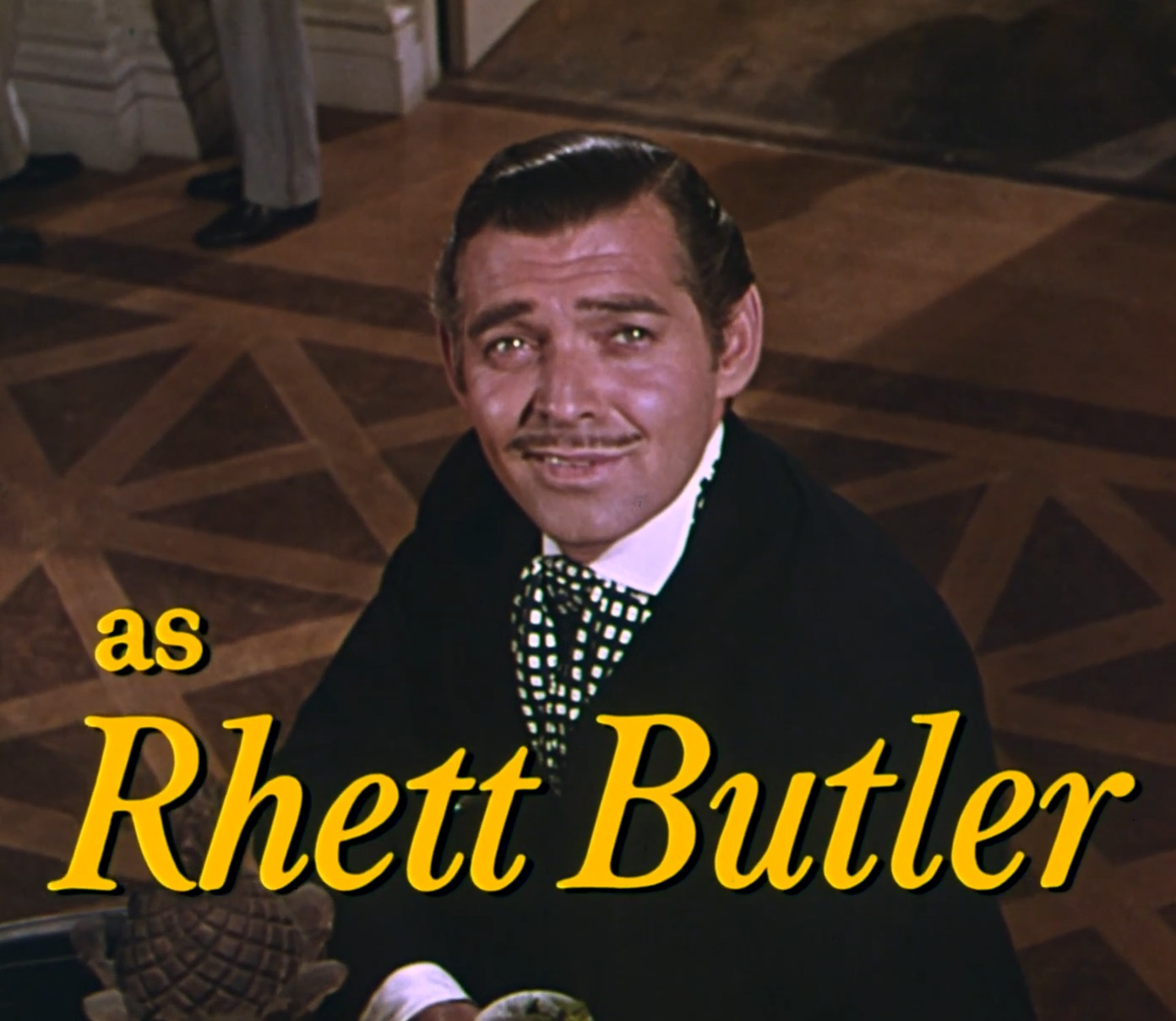
Clark Gable în rolul lui Rhett Butler din filmul „Pe aripile vântului”

Rhett Butler este unul dintre personajele principale ale romanului Pe aripile vântului, scris de Margaret Mitchell. Rhett Butler este un paria al societății bune, nefiind primit în casele altora. Este un „bărbat înalt și voinic” cu „dinții albi ca de fiară”, sub o mustață neagră tăiată scurt”, „tenul oacheș ca al unui pirat și ochii negri și îndrazneți tot ca ai unui pirat”, „nasul subțire, vulturesc” și cu „buze roșii și pline” și fruntea lată. Rhett este varianta masculină a lui Scarlett, fiind un aventurier ce considera că banii pot veni din orice. De asemenea este personajul principal masculin, cu valori morale aparent îndoielnice, dar care se dovedește a fi bărbatul vieții lui Scarlett. Acesta este prototipul aventurierului, al individului căruia nu-i pasă de lege sau de constrângeri morale, dar sfrârșește prin a se dovedi un familist convins. Dialogurile vii între Scarlett și Rhett, alternarea pasajelor descriptive cu cele de dialog însuflețesc acțiunea și conferă unicitate romanului care multora le poate părea o resuscitare, evident reușită, a predecesoarelor Emily Bronte sau Jane Austen.